# Макоцево
Макоцево е село в Западна България. То се намира в Община Горна Малина, Софийска област.

## География
Село Макоцево се намира в източната част на Саранската котловина, разположена между планината Мургаш (част от Стара планина) на север и северните дялове на Ихтиманска Средна гора на юг. На изток и североизток от Макоцево се простира така нареченият Опорски рид, който е един от многото напречни планински прагове в Средногорско-Подбалкнската област, който всъщност разделя Саранската и Долнокамарската котловина и свързва връх Мургаш на Стара планина с Ихтиманска Средна гора. Освен село Макоцево, в Саранската котловина попадат и селата: Негушево (на северозапад), Осойца (на север), Саранци и Чеканчево (на изток). Географското местоположение на село Макоцево има много добри климатични условия и прави селото подходяща дестинация за излети и разходки. Със своята красива природа, богата флора и фауна, Макоцево може да остави без дъх всеки, дошъл да се порадва на това райско кътче. Макоцево се намира на около 40 километра от София и на 5 километра от селата Саранци и Чеканчево. Най-високият връх в близост до селото е Опор (1089 m). През землището на селото минава главният вододел на България, а също и едноименната Макоцевска река, кръстена на самото село.

## История
За името на селото съществува следното предание. Първите заселници, основатели на Макоцево, били двама души, които дошли от Тракия, поради преследване от турци. Те се заселили на прикрито място в Опор, където се препитавали. Единият от двамата основатели се казвал Коце и бил малък на ръст. Когато дошли други пришълци и селището се увеличило, било наречено на името на този малки Коце първоначално Малкоцево, а по-късно чрез съкращение се получило Макоцево, което е запазено.
Най-ранните турски документи, в които се споменава името на селото са от 15 век. Тези документи сочат, че селото е било владение (тимар) на „Искендер, син на доганджи Иса бей“. В началото жителите се занимават с планинско скотовъдство. В края на 19 и началото на 20 век в селото се развива каменарство и вараджийство. По това време варта, произведена в селото, е продавана в София и околностите на града. В покрайнините на селото има останки от варниците.
В края на 50-те и началото на 60-те години на 19 век в селото е построен православния храм „Свети Димитър“. Църквата е осветена през 1861 година, през 1873 година е ограбена и осквернена от черкези, което налага повторното и освещаване през 1874 година. Към 1900 година в селото действа начално училище.

## Религии
Основната религия в селото е православно християнство.
Църквата „Свети Димитър“, която е и забележителност на село Макоцево, представлява здрава каменна постройка с корабовидна форма, без куполи. Таванът ѝ е сводест. Строена е в продължение на 2 години, като строежа е започнал през 1858 г. и е завършил 1860 г.
За построяването на църквата съществува следното предание:
Известно е, че турците не са позволявали да се издигнат високи и хубави църкви в селищата с християнско население. За построяването на църквата заможният и буден макоценин Стоян Кафеджийски ходил да иска разрешение от Цариград. Това станало тайно от местните турски власти. Когато майсторите започнали да градят църквата, дошли турци от Ташкесен / Саранци / и спрели строежа. Направени били постъпки пред софийския паша и пред владиката, вследствие на което строежът бил разрешен и продължен. Темелите на църквата били изградени, когато дошли турци от Ташкесен и пак спрели строежа, като разгонили майсторите. Тогава се събрали петима по-възрастни селяни, начело със Стоян Кафеджийски, и отишли в София при владиката. След дълго настояване най-после той ги приел, макар и не много дружелюбно. Като ги запитал защо са отишли, Стоян Кафеджийски, умен и тактичен селянин, спокойно и нашироко му изложил желанието на макоцени да си построят църква, но не проста, а каменна. Владиката им отговорил, че могат да си построят, но от плет и то ниска, прихлупена, за да не привлича вниманието на турците и да не ги дразни. Тогава Стоян Кафеджийски показал на владиката разрешението, което получил от Цариград за построяването на голяма каменна църква в Макоцево. Владиката останал учуден и ги изпратил при пашата той да нареди да не ги безпокоят повече при строежа. Въпреки нареждането на пашата турците не позволили да се изгради църквата на височина, колкото трябвало.
Иконите на църквата имат голяма художествена стойност. Те са работени от забележителния художник – иконописец от Макоцево Иван Неделкьов, познат повече с името Йото Иконописеца. Стенописите на свода на църквата е рисувал Давид Зограф от с. Мирково през 1861 г. Над западната врата на външната стена има нарисувана икона на Св. Богородица, а над южната врата е изписана иконата на Св, Димитър.
Към църквата има външна камбанария с три камбани – една голяма и две малки.
Църквата е ремонтирана между 2000 и 2003 година.
В западната част на селото се намира и параклис „Свети Георги Победоносец“. Параклисът е свързан с много митове и легенди с хората от селото.

## Обществени институции
- Читалище „Просвета - 1918“
- ЖП гара (БДЖ има две спирки в Макоцево – МАКОЦЕВО и МАКОЦЕВО СП.)

## Редовни събития
- Последната събота от юни се провежда традиционният събор на селото.
- 20 юли – курбан на селото – Илинден

В нощта срещу двадесети жителите на селото варят курбан в местността Падалото в чест на Свети Илия, a на сутринта започва и традиционният събор.
- 26 октомври – Димитровден

```
На този ден хората от селото дават курбан за здраве.
```

## Личности
- Георги Тановски (1883 – 1944), български военен деец, генерал-майор
- Георги Дамянов (1886 – 1923) деец на БЗНС, един от водачите на въстаналите войници през владайското въстание

- Иван Кьосев – художник-график, роден в Бургас
- проф. Марин Коцев – художник, дългогодишен преподавател по специалност „Дизайн на детската среда“ в Национална Художествена Академия.
- проф. Иван Георгиев Иванов (1944) – молекулярна биология

## Кухня
Макоцевско мезе
Приготвя се през зимата.
Във фурната на печката се слагат 6 средно големи картофа и 4 глави лук небелени, когато се опекат и поизстинат се обелват и нарязват в голяма купа, върху тях се нарязва 1 стрък праз на ситно. Подправя се със сол, оцет, олио, ронена чубрица и червен пипер. Консумира се с греяна ракия.

## Селски туризъм
Селото развива и селски туризъм включващ: конно ранчо, предлагащо свободна езда и курсове по езда. Хълмовете от двете страни на селото са вилни зони. По-голямата вилна зона се нарича Овчо Бърдо. Вилният туризъм допринася за поминъка на местното население.

## Други
- Клуб по народни танци „Опорска река“